# Decoy (Schiff, 1933)
HMS Decoy (H75) war ein Zerstörer der D-Klasse der britischen Royal Navy. Im Zweiten Weltkrieg wurde der Zerstörer mit den Battle Honours „Mediterranean 1940“, „Calabria 1940“, „Greece 1941“, „Crete 1941“, „Libya 1941-42“, „Malta Convoys 1941-42“ und „Atlantic 1942“ ausgezeichnet.
Der meist im Mittelmeer eingesetzte Zerstörer wurde im April 1943 an die Royal Canadian Navy abgegeben, die ihn in Kootenay umbenannte. Das Schiff erhielt die kanadischen Battle Honours „Atlantic 1943-45“, „Normandy 1944“, „English Channel 1944“ und „Biscay 1944“. Im Oktober 1945 wurde das Schiff außer Dienst gestellt und anschließend verschrottet.

## Bau- und Einsatzgeschichte
Die Decoy war der zweite von John I. Thornycroft & Company in Woolston bei  Southampton zu fertigende Zerstörer der D-Klasse. Die Kiellegung des Neubaus mit der BauNr. 1108 erfolgte am 25. Juni 1931 eine Woche nach dem auch bei Thornycroft zu fertigendem Schwesterschiff Daring. Zwe Monate nach diesem lief die Decoy am 7. Juni 1932 vom Stapel und wurde am 4. April 1933 als achter Zerstörer der Klasse einen Tag vor dem „leader“ Duncan in Dienst gestellt. Die Bauwerft stellte mit den beiden Neubauten erstmals Serienzerstörer für die Royal Navy fertig. Sie hatte 1927 mit der Amazon einen der Prototypen des Neubauprogramms gefertigt und 1931 mit Acheron einen Zerstörer der A-Klasse versuchsweise mit einer Hochdruck-Kesselanlage sowie mit Saguenay und Skeena auch zwei der A-Klasse gleichende Sonderanfertigungen für die Royal Canadian Navy fertig gestellt. 

Die neue Decoy war das dritte Schiff der Royal Navy mit dem Namen Decoy (engl. für Köder, Lockvogel).  Zuletzt hatte der Torpedobootszerstörer Decoy der Daring-Klasse diesen Namen geführt. Dieses ebenfalls von Thornycroft noch auf dem früheren Standort Chiswick in London gebaute Boot hatte von 1895 bis zum 13. August 1904, als es nach einer Kollision mit einem anderen Zerstörer sank, im Dienst der Royal Navy gestanden.

### Einsatzgeschichte
Zusammen mit ihren Schwesterbooten bildete Decoy die 1. Zerstörerflottille bei der Mittelmeerflotte. Ende 1934 wurden die Einheiten der D-Klasse überholt und dann nach Ostasien verlegt. Decoy und ihre Schwesterschiffe bildeten dort ab Januar 1935 die in Hongkong stationierte 8. Zerstörerflottille. In beiden Flottillen ersetzten die Schiffe Einheiten der V- und W-Klasse. Die Abessinienkrise zwischen Italien und Großbritannien führte im Herbst 1935 zur Rückverlegung der meisten Schiffe der D-Klasse ins Rote Meer, wo die Decoy von September 1935 bis Mai 1936 verblieb und der Mediterranean Fleet unterstand. Nach der Entbindung von dieser Aufgabe besuchte sie noch Mombasa und andere ostafrikanische Häfen vor ihrer Rückkehr nach Hongkong. Im ersten Quartal 1937 machte die Decoy eine Rundfahrt durch Südostasien mit vielen Hafenbesuchen. Der Zerstörer blieb auf der China Station bis zum August 1939. Die drohende Kriegsgefahr in Europa veranlasste schon im August die britische Admiralität die Zerstörer der D-Klasse von der Station abzuziehen, obwohl als Ersatz vorgesehene alte Zerstörer der S-Klasse noch nicht einsatzbereit waren. So verließen die Zerstörer der „Destroyer Division 41“ (Decoy, Defender, Delight und Duchess) schon am 28. August Hongkong, um über Singapur (an 1., ab 2. September) und Aden zur Mediterranean Fleet in Alexandria zu verlegen. Die übrigen Zerstörer der im Frühjahr umnummerierten 21. Flottille folgten ab dem 10. September bzw. nach Abschluss ihrer Werftliegezeiten.

### Erste Einsätze im Weltkrieg
Als Großbritannien am 3. September in den Krieg eintrat befand sich die Decoy mit drei Schwesterschiffen im Indischen Ozean auf dem Marsch zur Mittelmeerflotte.
Wie ihre Schwesterschiffe sicherte sie britische Geleite im östlichen Mittelmeer und bis vor die algerische Küste und suchte nach deutschen Handelsschiffen und nach für Deutschland bestimmte ladung auf neutralen Schiffen. Der schlechte Zustand des Zerstörers erzwang im November eine gründliche Überholung des Schiffes auf der Marinewerft auf Malta. Im Dezember wieder einsatzbereit, verlegte der Zerstörer um die Jahreswende nach Freetown.
In der ersten Hälfte des Jahres 1940 wurde die Decoy im Indischen Ozean und im Roten Meer als Eskorte für Truppentransporter eingesetzt. Wieder zurückgekehrt, wurde der Zerstörer zu einer groß angelegten U-Jagd-Operation im östlichen Mittelmeer befohlen, an der fast alle einsatzbereiten Zerstörer der britischen Mittelmeerflotte beteiligt waren.
Im Folgemonat nahm der Zerstörer an der Seeschlacht bei Punta Stilo teil; danach wurde er in der Ägäis eingesetzt. Beim Angriff auf Tarent in der Nacht zum 12. November 1940 gehörte die Decoy zur Sicherung des Hauptverbandes der Mittelmeerflotte um den Flugzeugträger Illustrious der Royal Navy und erhielt auf dem Rückmarsch einen Bombentreffer.
Anfang 1941 nahm der Zerstörer, nunmehr als Teil der 10. Zerstörerflottille, als Eskorte an einem der Malta-Geleitzüge teil. Bei der Evakuierung des griechischen Festlandes im April 1941 (Operation Demon) und, einem Monat später, der Luftlandeschlacht um Kreta war das Schiff im Dauereinsatz. Dabei wurde die Decoy am 29. Mai 1941 durch einen Bombentreffer vor Kreta beschädigt, das Schiff war jedoch schon im folgenden Monat wieder im Einsatz bei der Besetzung von Syrien.
Gegen Ende des Jahres war der Zerstörer am Ersten Seegefecht im Golf von Syrte beteiligt. Bei einem Bombenangriff auf den Hafen von Valletta am 12. Februar 1942 erlitt er wiederum Schäden, als der in der Nähe liegende Zerstörer Maori nach einem Volltreffer explodierte. 

Im März 1942 wurde das Schiff der British Eastern Fleet in Trincomalee, Ceylon, zugewiesen. Bei der japanischen Attacke im Indischen Ozean wurde es als Deckung für die Gruppe 2, die aus den langsameren Einheiten der Flotte bestand, eingesetzt. Im September 1942 kehrte die Decoy über Südafrika und Freetown zum ersten Mal seit 1934 wieder nach Großbritannien zurück, wo ab November bei Palmers am Tyne der Umbau zu einem Geleitschiff erfolgte.

### AlsKootenayunter kanadischer Flagge
Mitte April 1943 wurde der Zerstörer an die Royal Canadian Navy abgegeben, die ihn in HMCS Kootenay (H75) umbenannte. Er wurde nunmehr zur Sicherung von Nordatlantik-Konvois eingesetzt.
Im Sommer 1944 lag der Einsatzschwerpunkt dann im Ärmelkanal und in der Biskaya, wo der Zerstörer deutsche U-Boote und Vorpostenboote jagte. Dabei gelang es, am 7. Juli 1944 gemeinsam dem Zerstörer Ottawa und der Korvette Statice das deutsche U-Boot U 678 südwestlich von Brighton zu versenken. Zwei weitere Versenkungen folgten am 18. und 20. August, als in Zusammenarbeit mit den Zerstörern Ottawa und Chaudiere die U-Boote U 621 und U 984 nordwestlich von La Rochelle bzw. westlich von Brest versenkt werden konnten.
Vom Jahresende bis zum Kriegsende war HMCS Kootenay in kanadischen Gewässern eingesetzt. Das Schiff wurde dann im Oktober 1945 außer Dienst gestellt und drei Monate später verschrottet.